# Герхард I фон Шауенбург
Герхард I фон Шауенбург (на немски: Gerhard I von Schauenburg; * сл. 1297; † 1 януари 1352 или 1353) от род Шаумбург, Холщайн-Пинеберг, е от 1346 до 1352 или 1353 г. епископ на Минден.

## Живот
Той е вторият син на граф Адолф VI (1256 – 1315) и втората му съпруга Хелена фон Саксония-Лауенбург († сл. 1332), дъщеря на херцог Йохан I от Саксония-Лауенбург († 1285). Брат му Адолф VII (1297 – 1354) е от 1315 г. граф на Холщайн-Пинеберг и Шаумбург. Племенникът му Герхард II е от 1361 до 1366 г. също епископ на Минден.
Герхард II е от 1300 г. каноник в катедралата на Минден и от 1338 г. дехант на домкапитела. Той е каноник и в Хилдесхайм и Халберщат. От 1346 г. до смъртта си е епископ на Минден.